# Horní Paseka

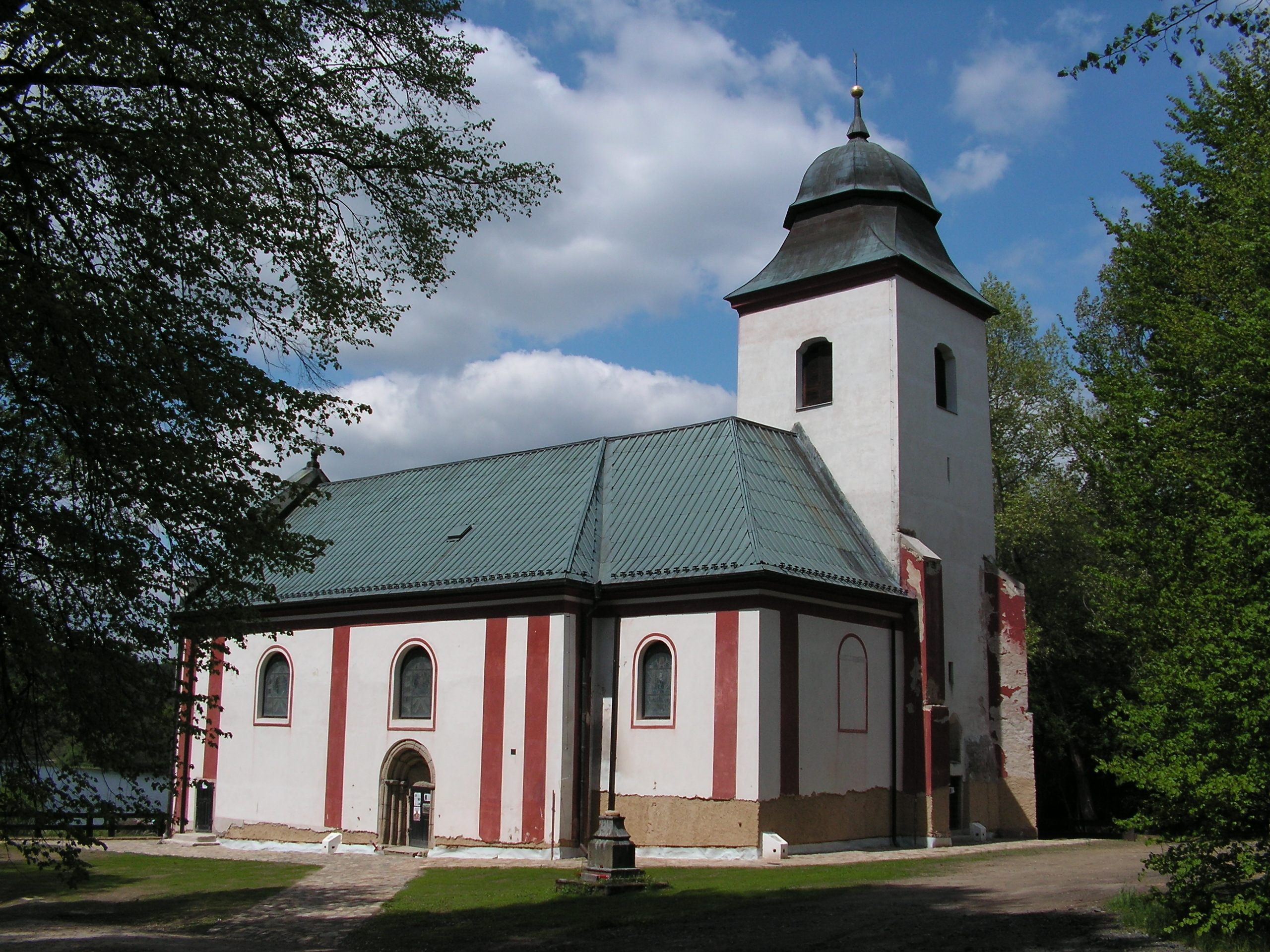
Kirche St. Veit

Horní Paseka (deutsch Ober Paseka) ist eine Gemeinde in Tschechien. Sie liegt elf Kilometer nordwestlich von Humpolec und gehört zum Okres Havlíčkův Brod.

## Geografie
Horní Paseka befindet sich auf dem Hügel Spálensko (644 m) im Hügelland an der oberen Sázava, einem Teilgebiet der Böhmisch-Mährischen Höhe. Östlich liegt das Tal des Koutecký potok, im Nordosten erhebt sich der Melechov (707 m) und im Südwesten der Šafranice (624 m). Nach Westen befindet sich das durch die Talsperre Švihov geflutete Želivkatal.
Nachbarorte sind Kouty im Norden, Rohule und Rejčkov im Osten, Staré Hutě und Proseč im Südwesten, Kaliště, Hory und Podivice im Süden, Zahrádka im Westen, sowie Dolní Paseka und Kamenná Lhota im Nordwesten.

## Geschichte
Die erste urkundliche Erwähnung von Horní Paseka stammt aus dem Jahre 1265. Das Dorf wurde wahrscheinlich als Holzfällersiedlung inmitten der Wälder angelegt.
Besitzer von Horní Paseka waren im 15. Jahrhundert die Herren von Paseka, ihnen folgten Trčka von Lípa, deren Besitz nach der Schlacht am Weißen Berg konfisziert wurde. 1636 erwarb Jaroslav Sezima Rašín von Chotěboř die Orte Horní Paseka und Rejčkov und schloss sie seiner Herrschaft Chotěboř an. 1707 erwarb der Besitzer der Herrschaft Dolní Kralovice, Johann Leopold Donatus von Trautson und Falkenstein, Horní Paseka zusammen mit Kaliště und Zahrádka. Zu dieser Herrschaft gehörte Horní Paseka bis zur Ablösung der Patrimonialherrschaften im Jahre 1848. Danach bildete es einen Ortsteil der Gemeinde Sachradka (Zahrádka).
Der abgelegene kleine Ort wurde erst 1962 an das Stromnetz angeschlossen. Am 27. August 1969 fasste die tschechoslowakische Regierung den Beschluss zur Liquidierung des Fleckens Zahrádka. 1974 wurde die Talsperre Švihov vollendet und das im Tal der Želivka gelegene Zahrádka aufgelöst. Zahrádka und Staré Hamry wurden 1976 überflutet. 1971 wurde Horní Paseka mit den Einschicht Studénky und Hory nach Rejčkov eingemeindet. Zusammen mit Rejčkov wurde Horní Paseka 1976 zum Ortsteil von Dolní Město. 1990 erlangte das Dorf erstmals in seiner Geschichte die Selbstständigkeit.

## Gemeindegliederung
Für die Gemeinde Horní Paseka sind keine Ortsteile ausgewiesen. Zur Gemeinde gehören die Einschichten Zahrádka (Sachradka), Hory, Studénky, V Sukdolí und V Chalupách.

## Sehenswürdigkeiten
- Křižná studánka am Hang des Šafranice, an der Quelle unweit des versunkenen Fleckens Zahrádka wurde 1741 ein Holzkreuz und eine hölzerne Kapelle errichtet. 1868 entstand die heutige gemauerte Wallfahrtskapelle
- Kirche St. Veit, auf dem früheren Marktplatz von Zahrádka, heute am Ufer der Talsperre Švihov
- Statue der schmerzhaften Jungfrau Maria, auf dem früheren Marktplatz von Zahrádka, heute am Ufer der Talsperre Švihov, 1738 von Jakub Teplý aus Pardubice geschaffen

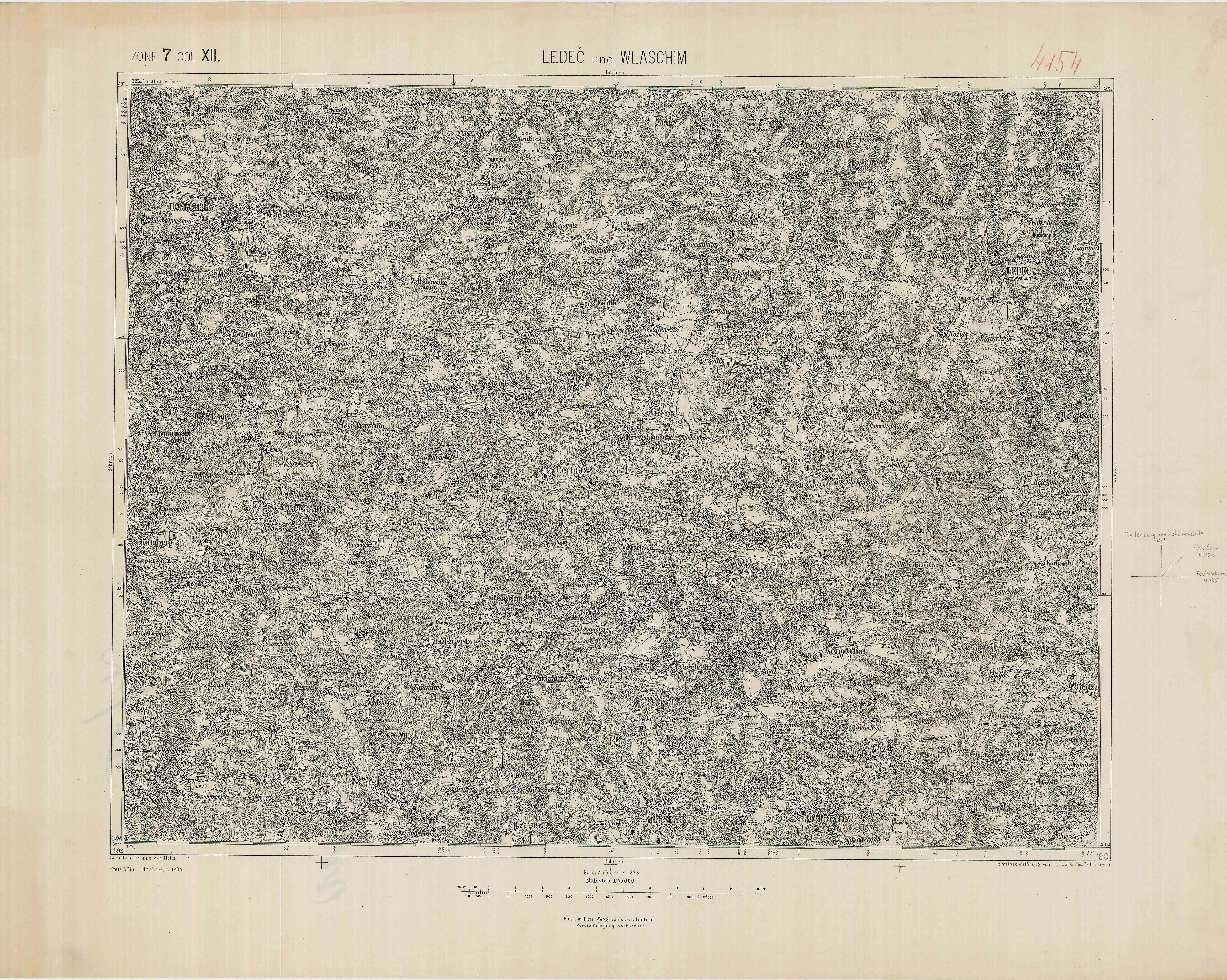
Ober Paseka (rechts außen, südlich von Ledeč) und seine Umgebung ca. 1890 (Spezialkarte 1:75.000 der 3. Landesaufnahme)